# پیتر هربرت ینسن
 پیتر هربرت ینسن (انگلیسی: Peter Herbert Jensen؛ زاده ۱۹۱۳ درگذشتهٔ ۱۹۵۵) یک فیزیک‌دان اهل آلمان بود.